# Ganryu (videogioco)
Ganryu, conosciuto in Giappone come Musashi Ganryuki (武蔵巌流記? lett. "Cronaca di Musashi Ganryu"), è un videogioco arcade hack and slash a scorrimento laterale del 1999 sviluppato da Visco e pubblicato da SNK per il Neo Geo. È vagamente basato sulla battaglia dello spadaccino giapponese Miyamoto Musashi sull'isola di Ganryū-jima contro Sasaki Kojirō, noto anche come Sasaki Ganryū, da cui il nome abbreviato del titolo. I giocatori assumono il ruolo di Musashi o Suzume in un viaggio per sconfiggere un Kojirō resuscitato e la sua legione di ninja malvagi e mostri che terrorizzano Kyoto.
Nel giugno 2016, la versione per il Neo Geo AES viene pubblicata in edizione limitata dalla compagnia indipendente francese JoshProd, su concessione della licenza da parte di Visco. Un anno dopo, il 30 settembre, JoshProd e RushOnGame hanno distribuito in tutto il mondo un porting emulato di Ganryu per il Dreamcast.

## Trama
Il 14 aprile 1612, Miyamoto Musashi combatté un duello contro lo schermidore Sasaki "Ganryū" Kojirō sulle rive dell'isola di Ganryū-jima usando un bokken ricavato da un remo, ma prima dello scontro, Musashi intravide il lungo ōdachi in possesso di Kojirō e procedette a forgiare una spada di legno più lunga rispetto a quella del suo rivale. Musashi uscì infine vittorioso dal breve combattimento dopo aver colpito Kojirō in fronte, lasciandolo mortalmente ferito sulla sabbia. Il primo si allontanò dal luogo senza riuscire a uccidere il secondo, dimostrando così la sua tesi e il suo obiettivo finale di sconfiggerlo ai detrattori che lo definivano un codardo per il gesto compiuto nei confronti del rivale.
È trascorso un mese dalla sconfitta di Kojirō per mano di Musashi, che sta progettando di incontrare a Kyoto il suo amore, Otsu, a cui si unisce la giovane sorella Suzume, una kunoichi del clan Iga. In questo periodo, a Kyoto si verificano una serie di rapimenti per mano di un misterioso e sinistro clan ninja. Prima che Musashi arrivasse in città, Otsu era stato rapito dal clan ninja mentre Suzume era momentaneamente assente, il che spinge Musashi e Suzume a formare una squadra per salvare Otsu e i cittadini rapiti dal clan.
Nella loro impresa, i due affrontano diversi ninja e mostri e alla fine scoprono l'autore responsabile di tutti i rapimenti avvenuti a Kyoto; Sasaki "Ganryū" Kojirō, che ha una cicatrice sulla fronte ed è risorto dalla morte reincarnandosi in un semidio demoniaco vendicativo permeato di rabbia e malvagità noto come Caos, ottiene un potere ben oltre la sua immaginazione e sfida Musashi e Suzume a un duello finale a Ganryū-jima. A causa del loro reciproco amore per Otsu, Musashi e Suzume affrontano Caos in un arduo combattimento, che si conclude con la distruzione definitiva del semidio malvagio e con il ricongiungimento dei due con Otsu. Musashi e Otsu alla fine si sposano, mentre Suzume assume il ruolo di sua sorella nel clan Iga come sacerdotessa.

## Modalità di gioco
Il gameplay di Ganryu è simile a quello di Shinobi o Strider. I giocatori assumono il controllo di Miyamoto Musashi o Suzume attraverso cinque livelli ambientati nel Giappone feudale, il cui obiettivo principale è salvare Otsu da un malvagio clan di servitori ninja guidato dal resuscitato Sasaki Kojirō, il principale antagonista, insieme a una delle sue creazioni che funge da boss alla fine del livello per avanzare nel gioco. Ognuno dei due personaggi giocabili ha i propri vantaggi e svantaggi che si manifestano durante la sessione, con Musashi che è il più forte ma il meno agile, mentre Suzume è la più versatile ma il meno forte. Oltre alla normale campagna per giocatore singolo, è presente anche una modalità a due giocatori alternati, in cui due persone possono giocare a turno dopo la morte di uno dei personaggi.
Tutti i livelli presenti nel titolo, sebbene lineari nella loro natura, sono ampi e pieni di ostacoli e nemici che coinvolgono i giocatori nell'attraversarli saltando e correndo, schivando e colpendo i nemici che si aggirano per il campo di gioco. I livelli presentano anche numerose stanze e percorsi nascosti da esplorare, incoraggiando il giocatore a esplorarli per trovare ostaggi che garantiscono varie ricompense per lo sforzo, come onigiri o takoyaki che ripristinano la salute, o valuta ryō per ottenere punti extra. Oggetti e armi secondarie aggiuntive sono inoltre sparsi in forzieri del tesoro sparsi per il livello e devono essere raccolti. Se i giocatori subiscono troppi danni, il loro personaggio viene ucciso dopo che la barra della salute si è completamente svuotata e rigenerato in un checkpoint; tuttavia, una volta perse tutte le vite, la partita termina a meno che non vengano inseriti altri crediti per continuare a giocare.
Il controllo dei personaggi avviene tramite un joystick, che li muove a sinistra e a destra. Il pulsante A serve per attaccare i nemici, mentre B fa saltare il personaggio e C attiva un rampino che permette ai giocatori di tirare in avanti, dondolarsi sull'oggetto agganciato e attaccare i nemici a distanza. I giocatori possono anche eseguire un calcio volante con il pulsante B che non solo attacca i nemici, ma permette al personaggio di arrampicarsi sui muri. Tenendo premuto A, i giocatori possono sferrare un potente attacco contro i nemici dopo aver caricato, ma li lascia esposti agli attacchi nemici.